# Demokrata Párt (Románia)
A Demokrata Párt (román Partidul Democrat, PD) egy jobboldali párt volt Romániában, amely 2004 és 2007 között tagja volt a kormányzó Igazság és Igazságosság Szövetségnek, de 2007 áprilisában kivált a kormányból.
A párt korábbi alapítója és vezetője Traian Băsescu volt, aki hivatalosan felfüggesztette párttisztségét, amikor 2004 decemberében Románia államelnöke lett, a párt azonban ez után is kötődött Băsescuhoz.
2004 decembere óta a PD elnöke Emil Boc kolozsvári polgármester volt. 2007-ben egyesült a Liberális Demokrata Párttal, az új így létrejövő párt neve pedig Demokrata Liberális Párt (PD-L) lett.

## Története
A párt az 1989-es romániai forradalom során létrejött Nemzeti Megmentési Frontig (FSN) vezeti vissza gyökereit. 1992 elején konfliktusok törtek ki az FSN vezetői Petre Roman és Ion Iliescu későbbi államfő között és az Iliescu-szárny Demokratikus Nemzeti Megmentési Front (FDSN) néven kivált a pártból. (Ebből a pártból lett később a Román Szociáldemokrata Párt (PSDR), újabb nevén pedig Szociáldemokrata Párt (PSD).
Az 1992-es választásokon az FDSN földcsuszamlásszerű győzelmet aratott az FSN felett, és az utóbbi négy évet ellenzékben töltött. 1993-ban Demokrata Pártra (PD) változtatták a nevüket. A PD az 1996-os választásokon a ma már nem létező Román Szociáldemokrata Párttal (PSDR) szövetségben indult, Uniunea Social-Democrată (USD) néven. Harmadik helyen végzett és kormánykoalícióra lépett a választásokon győztes Román Demokrata Konvencióval és a Romániai Magyar Demokrata Szövetséggel (RMDSZ). 2000 és 2004 között azonban, amikor Iliescu pártja volt a fő kormányerő, a PD ismét ellenzékbe szorult.
A 2004-es választásokra készülve a PD szövetségre lépett a Nemzeti Liberális Párttal (PNL). Az Igazság és Igazságosság Szövetség (Dreptate și Adevăr, D. A.) mintegy 32%-ot szerzett a román parlament mindkét házában, mintegy hat százalékkal kevesebbet, mint a PSD, de többet, mint amire számítottak. Mivel a PSD nem volt képes parlamenti többséget kialakítani, a PD ismét kormányra került, koalícióban a PNL-vel és az RMDSZ-szel.
2007 áprilisában egy koalíciós konfliktus után Călin Popescu-Tăriceanu kormányfő menesztette a PD minisztereit és az RMDSZ-szel kisebbségi kormányt alakított. A PD és a PNL viszonya már 2005 közepétől elkezdett romlani, miután Tăriceanu ismételten konfliktusokba keveredett Băsescuval.
2007 decemberében összeolvadt a Nemzeti Liberális Pártból kivált Liberális Demokrata Párttal. Az új párt neve Demokrata Liberális Párt lett.

## Ismert jelenlegi és korábbi tagjai
- Petre Roman – elhagyta a pártot és megalapította a Demokratikus Erő nevű pártot (Forța Democrată);
- Traian Băsescu – Románia elnöke lett, ezért felfüggesztette tagságát.
- Emil Boc – Kolozsvár polgármestere
- Adriean Videanu – Bukarest polgármestere
- Radu Berceanu – szenátor, közlekedési miniszter
- Cristian Rădulescu – a képviselőházi PD frakció vezetője
- Gheorghe Albu, MP
- Roberta Anastase, MP
- Ioan Olteanu, MP
- Cezar Preda, MP
- Paunel Tise
- Alexandru Sassu – a PSD-be távozott)
- Bogdan Niculescu Duvăz – a PSD-be távozott Sassuval
- Daniel Buda
- Victor Babiuc – korábbi védelmi miniszter, távozott
- Radu Vasile
- Anca Boagiu, korábbi európai integrációs miniszter
- Vasile Blaga, korábbi belügyminiszter
- Nati Meir, 2007. június óta

## Nem PD-s csatlakozók
A PD 54 képviselőházi tagjából 14-et eredetileg nem a párt delegálta a törvényhozásba:
- Hét a Nagy-Románia Pártból jött(William Gabriel Brânzǎ, Bogdan Catargiu, Alexandru Ciocâlteu, Dan Grigore, Dănuț Liga, Nati Meir, Dumitru Puzdrea)
- Négy a Szociáldemokrat Pártból csatlakozott(Constantin Amarie, Obuf Cătălin Ovidiu Buhǎianu, Gheorghe Sârb, Mugurel Liviu Sârbu,)
- Hárman a Konzervatív Pártból csatlakoztak(Dumitru Becșenescu, Grațiela Denisa Iordache, Constantin Tudor)